# Zbigniew Gucwa
Zbigniew Gucwa (30 mei 1986) is een Pools voormalig professioneel wielrenner. Hij reed in het verleden voor enkele Poolse continentale ploegen. In 2010 won hij een etappe in de Ronde van Gironde en een etappe in de Ronde van Burkina Faso.

## Overwinningen
2009
- GP du Nord-Pas-de-Calais

2010
- 1e etappe Ronde van Gironde
- 2e etappe Ronde van Burkina Faso